# 烏利維奇河
烏利維奇河（俄语：Ульвич），是俄羅斯的河流，位於該國西部彼爾姆邊疆區，屬於亞伊瓦河的右支流，發源自克瓦爾庫什山脈西坡，河道全長72公里，流域面積401平方公里。